# Доцико
Доцико (грч. Δοτσικό) је насељено место у општини Гребен у периферији Западна Македонија, Грчка. Према попису из 2021. године био је 21 становник.
Према бугарском географу и историчару, Василу Канчову, у Доцику је 1900. године живело 190 Грка. Село се раније звало Дуско.